# Oliver Knussen
Stuart Oliver Knussen CBE (Glasgow, 12 de junho de 1952 – 8 de julho de 2018) foi um compositor e maestro britânico.

## Biografia
Oliver Knussen nasceu em Glasgow, Escócia. Seu pai, Stuart Knussen, foi diretor de contrabaixo da Orquestra Sinfônica de Londres, e também participou de uma série de estreias de Benjamin Britten de música.
Oliver faleceu em 8 de julho de 2018, com 66 anos de idade.